# Tarn (departement)
Tarn je francouzský departement ležící v Okcitánii. Název pochází od řeky Tarn. Hlavní město je Albi.

## Geografie

Albi

## Nejvýznamnější města
- Albi, Castres, Lavaur, Cordes

## Historie
Tarn je jedním z 83 departementů vytvořených během Francouzské revoluce 4. března 1790 aplikací zákona z 22. prosince 1789.